# إدفين بولسين
إدفين بولسين (بالنرويجية البوكمول: Edvin Paulsen)‏ هو لاعب جمباز فني نرويجي، ولد في 3 ديسمبر 1889 في كريستيانية في النرويج، وتوفي في 13 مارس 1963 في أوسلو في النرويج.

## وصلات خارجية
- إدفين بولسين على موقع اللجنة الأولمبية الدولية (الإنجليزية)
- إدفين بولسين على موقع أوليمبيديا (الإنجليزية)